# Gushan (köpinghuvudort i Kina, Jiangsu Sheng, lat 31,73, long 120,55)
Gushan (kinesiska: 顾山, 顾山镇) är en köpinghuvudort i Kina. Den ligger i provinsen Jiangsu, i den östra delen av landet, omkring 170 kilometer öster om provinshuvudstaden Nanjing. Antalet invånare är 73 586. Befolkningen består av 36 723 kvinnor och 36 863 män. Barn under 15 år utgör 10,0 %, vuxna 15-64 år 78 %, och äldre över 65 år 10,0 %.
Runt Gushan är det tätbefolkat, med 982 invånare per kvadratkilometer. Närmaste större samhälle är Huashi, 13,9 km nordväst om Gushan. Trakten runt Gushan består till största delen av jordbruksmark.
Genomsnittlig årsnederbörd är 1 488 millimeter. Den regnigaste månaden är juli, med i genomsnitt 228 mm nederbörd, och den torraste är januari, med 46 mm nederbörd.